# Straight to the Bank
«Straight to the Bank» — перший сингл американського репера 50 Cent з його третього студійного альбому Curtis. У приспіві можна почути сміх Тоні Єйо із затинанням. Цей ефект у майбутньому скопіював Лупе Фіаско на треці «The Coolest» з платівки Lupe Fiasco's The Cool.
Через шість днів після потрапляння до мережі «Straight to the Bank» дебютував на 48-ій сходинці Hot R&B/Hip-Hop Songs, піднявшись через кілька тижнів на 30-те місце. Окремок також дебютував на 32-ій позиції Billboard Hot 100 у тиждень 26 травня 2007 р.
5 травня 2007 50 Cent уперше виконав пісню наживо на високо оціненому боксерському поєдинку у 1-й середній вазі між Флойдом Мейвезером-молодшим та Оскаром Де Ла Хойя на MGM Grand у Лас-Вегасі, коли Мейвезер з оточенням виходив на ринг.
«Straight to the Bank» посів 3-тю сходинку синглового чарту iTunes; через перенесення дати релізу Curtis композицію видалили із сервісу.

## Відеокліп
Режисер: Бенні Бум. Кліп дебютував на MTV 17 травня 2007, через день після прем'єри відео «Amusement Park». 31 грудня 2007 кліп з'явився на 83-му місці рейтингу Notarized: Top 100 Videos of 2007 за версією BET.

## Ремікси
На офіційному реміксі є артист G-Unit Records Young Hot Rod. Пісня має змінений, повільніший біт. Тривалість — 3:44. Інший ремікс містить раніше видані куплети Тупака й Даза Діллінджера.
Сиквел «I Get Money» через значний успіх також випустили синглом. Існує 2 ремікси на пісню: перший — з участю Ludacris; другий — з участю Diddy й Jay-Z (замість запланованих спочатку Rakim, Fabolous і Busta Rhymes).

## Список пісень
- 2-трековий[4]

1. «Straight to the Bank» — 3:11
2. «Straight to the Bank» (instrumental) — 3:11

- Максі-CD

1. «Straight to the Bank» — 3:11
2. «Straight to the Bank» (instrumental) — 3:11
3. «Straight to the Bank» (acapella) — 3:11
4. «Straight to the Bank» (CD-rom video)

## Чартові позиції
| Чарт (2007)                           | Найвища позиція |
| ------------------------------------- | --------------- |
| Австралія (ARIA)                      | 60              |
| Канада (Hot Canadian Digital Singles) | 62              |
| Німеччина (Media Control AG)          | 33              |
| США (Billboard Hot 100)               | 32              |
| US Hot Rap Tracks (Billboard)         | 10              |
| US Hot R&B/Hip-Hop Songs (Billboard)  | 30              |
| US Pop 100 (Billboard)                | 38              |
| Фінляндія (Suomen virallinen lista)   | 7               |
| Франція (SNEP)                        | 38              |
| Чехія (IFPI)                          | 45              |
| Швеція (Sverigetopplistan)            | 53              |